# Puszno Skokowskie
Puszno Skokowskie – wieś w Polsce położona w województwie lubelskim, w powiecie opolskim, w gminie Opole Lubelskie.
W latach 1975–1998 miejscowość administracyjnie należała do ówczesnego województwa lubelskiego.
Wieś stanowi sołectwo w gminie Opole Lubelskie. Według Narodowego Spisu Powszechnego z roku 2011 wieś liczyła 200 mieszkańców.

## Historia
Puszno Skokowskie w wieku XIX, wieś i folwark w powiecie nowoaleksandryjskim (puławskim), gminie Godów, parafii Chodel, odległe 35 wiorst od Puław, posiada kamień wapienny. W 1827 r. było 25 domów, 116 mieszkańców W 1875 roku folwark Puszno Skokowskie posiadał rozległość 295 mórg [...].
15 grudnia 1942 żandarmeria niemiecka z udziałem policji zamordowała rodzinę Wojciecha Zawadzkiego (5 osób) a jego gospodarstwo spaliła.